# KOTOKO ANIME'S COMPILATION BEST
『KOTOKO ANIME'S COMPILATION BEST』（コトコ・アニメズ・コンピレーション・ベスト）は、KOTOKOのベストアルバム。2009年12月23日にジェネオン・ユニバーサルから発売された。

## 概要
メジャーデビュー後初のベストアルバムで、アニメタイアップがついたシングル曲をリリース順に収録。この為「DuDiDuWa＊lalala」（「魔法少女隊アルス」エンディングテーマ・シングル「覚えてていいよ」両A面曲）、「agony」（「神無月の巫女」エンディングテーマ・「Re-sublimity」カップリング曲）、「Sociometry」（「灼眼のシャナII（Second）」エンディングテーマ・「BLAZE」カップリング曲）は未収録となっている。また作詞をKOTOKO自身が担当していなかった為、オリジナルアルバム未収録だった「Chercher 〜シャルシェ〜」「きれいな旋律」も収録されている。初回限定盤には、2009年10月17日にSHIBUYA-AXにて行われたコンサートツアーのピックアップ映像を収録したDVDが同梱されている。

## チャート成績
オリコンデイリーチャートでは初登場13位にチャートインし、2010年1月4日付の週間アルバムチャートで初登場32位を記録した。初動売上は6,092枚を記録し、累計9,801枚のセールスを記録した。

## 批評
音楽出版社の音楽雑誌『CDジャーナル』は、「今や固定ジャンルとして定着したアニソンのレベルの高さを見る。仮想で独特な世界観を背景にしたサウンド、メロディ、歌詞が一体化して荘厳ですらある」と批評した。

## 収録曲
| 全作詞: KOTOKO（#5, #6を除く）、今野緒雪（#5, #6）。 |                                    |                                              |                |                    |      |
| #                                                    | タイトル                           | 作詞                                         | 作曲           | 編曲               | 時間 |
| 1.                                                   | 「Re-sublimity」                   | KOTOKO（#5, #6を除く）、 今野緒雪 （#5, #6） | 高瀬一矢       | 高瀬一矢           | 5:16 |
| 2.                                                   | 「地に還る 〜on the Earth〜」      | KOTOKO（#5, #6を除く）、 今野緒雪 （#5, #6） | KOTOKO         | SORMA No.1         | 5:43 |
| 3.                                                   | 「Face of Fact -RESOLUTION Ver.-」 | KOTOKO（#5, #6を除く）、 今野緒雪 （#5, #6） | C.G mix        | C.G mix            | 4:57 |
| 4.                                                   | 「being」                          | KOTOKO（#5, #6を除く）、 今野緒雪 （#5, #6） | KOTOKO         | 高瀬一矢           | 4:47 |
| 5.                                                   | 「Chercher 〜シャルシェ〜」        | KOTOKO（#5, #6を除く）、 今野緒雪 （#5, #6） | C.G mix        | C.G mix            | 4:39 |
| 6.                                                   | 「きれいな旋律」                   | KOTOKO（#5, #6を除く）、 今野緒雪 （#5, #6） | Marty Friedman | 中沢伴行・井内舞子 | 3:57 |
| 7.                                                   | 「ハヤテのごとく!」                | KOTOKO（#5, #6を除く）、 今野緒雪 （#5, #6） | 高瀬一矢       | 高瀬一矢           | 4:23 |
| 8.                                                   | 「七転八起☆至上主義! 」            | KOTOKO（#5, #6を除く）、 今野緒雪 （#5, #6） | C.G mix        | C.G mix            | 4:36 |
| 9.                                                   | 「BLAZE」                          | KOTOKO（#5, #6を除く）、 今野緒雪 （#5, #6） | 高瀬一矢       | 高瀬一矢           | 5:04 |
| 10.                                                  | 「Special Life!」                  | KOTOKO（#5, #6を除く）、 今野緒雪 （#5, #6） | C.G mix        | C.G mix            | 4:23 |
| 11.                                                  | 「daily-daily Dream」              | KOTOKO（#5, #6を除く）、 今野緒雪 （#5, #6） | C.G mix        | C.G mix            | 5:04 |
| 合計時間:                                            | 合計時間:                          | 合計時間:                                    | 合計時間:      | 52:49              |      |

| #  | タイトル                  | 作詞 | 作曲・編曲 |
| -- | ------------------------- | ---- | ---------- |
| 1. | 「ひとりごと-2009 ver.-」 |      |            |
| 2. | 「Re-sublimity」          |      |            |
| 3. | 「BLAZE」                 |      |            |
| 4. | 「ハヤテのごとく!」       |      |            |
| 5. | 「bumpy-Jumpy!」          |      |            |

## 楽曲解説
Re-sublimity
テレビアニメ『神無月の巫女』オープニングテーマ
地に還る 〜on the Earth〜
アルバム初収録。3rdシングル。
テレビ東京系列全国6局テレビアニメ『スターシップ・オペレーターズ』エンディングテーマ
Face of Fact -RESOLUTION Ver.-
アルバム初収録。
OVA『BALDR FORCE EXE RESOLUTION』オープニングテーマ
undeleteとの両A面。
being
テレビアニメ『灼眼のシャナ』後期オープニングテーマ
Chercher 〜シャルシェ〜
アルバム初収録。
OVA『マリア様がみてる』第1巻 - 第2巻エンディングテーマ
きれいな旋律
アルバム初収録。
OVA『マリア様がみてる』第3巻〜第5巻エンディングテーマ
ハヤテのごとく!
テレビ東京系テレビアニメ『ハヤテのごとく!』前期オープニングテーマ
七転八起☆至上主義!
アルバム初収録。
テレビ東京系テレビアニメ『ハヤテのごとく!』後期オープニングテーマ
BLAZE
MBS・TBS系テレビアニメ『灼眼のシャナII（Second）』後期オープニングテーマ
Special Life!
アルバム初収録。
テレビアニメ『仮面のメイドガイ』オープニングテーマ
daily-daily Dream
アルバム初収録。
テレビ東京系テレビアニメ『ハヤテのごとく!!』後期オープニングテーマ
ただし収録されているのは、TV放送版とは異なっている。